# Terre des hommes (association)
Pour les articles homonymes, voir Terre des hommes (homonymie).
 (juillet 2023).
Il peut être nécessaire de l'améliorer pour respecter le principe de neutralité de point de vue. Veuillez consulter la page de discussion pour plus de détails.

 (juillet 2023).
 (juillet 2023).
 (novembre 2014).
La Fédération Internationale Terre des Hommes (FITDH) (International Federation Terre des Hommes (IFTDH) en anglais), est une ONG de solidarité internationale. Elle agit pour la mise en œuvre des conditions d’un développement durable et pour la défense des droits de l'enfant grâce à la Convention relative aux droits de l'enfant.
En 1960, l'association originelle Terre des Hommes est fondée par Edmond Kaiser, un pharmacien de Lausanne - il quittera l'association en 1980. Un groupe de travail Terre des hommes constitué de bénévoles se crée à Genève en 1966. Très vite l’aide directe dans les pays remplace l’accueil d’enfants en Suisse. Ce groupe deviendra l’association Terre des Hommes Suisse en 1972. Terre des Hommes Suisse développe progressivement des partenariats avec des associations locales et, aujourd’hui, travaille avec plus de 60 organisations dans 10 pays.
Sous le nom de Terre des hommes coexistent donc désormais plusieurs organisations juridiquement indépendantes qui collaborent sous l’égide de la Fédération Internationale Terre des Hommes. Aujourd'hui, onze organisations du Danemark, de l'Allemagne, de la France, de l'Italie, du Canada, du Luxembourg, des Pays-Bas, de la Suisse et de l'Espagne appartiennent à cette fédération. La FITDH agit notamment comme consultant au conseil économique et social des Nations unies ECOSOC.

## Fondation Terre des hommes Lausanne - Aide à l'enfance
Première organisation suisse de défense des droits de l'enfant, créée en 1960, la Fondation Terre des hommes s'engage à protéger la vie et les droits des enfants et à améliorer leur bien-être. Pour ce faire, l'organisation met en place des programmes novateurs centrés sur des domaines tels que la santé, la migration, l'accès à la justice, conçus spécialement pour avoir un impact à court et à long terme.
Depuis plus de 60 ans, la Fondation Terre des hommes opère dans des contextes difficiles, que ce soit dans des pays en guerre, des régions touchées par des catastrophes naturelles, ou des zones où la pauvreté et la malnutrition poussent des millions d'enfants et leurs familles à la migration. Actuellement active dans plus de 30 pays, elle collabore avec ses propres équipes ainsi qu'avec des partenaires locaux et internationaux pour concevoir et mettre en œuvre des projets sur le terrain. L’organisation encourage une participation active des enfants et des jeunes en vue de favoriser leur émancipation. De même, elle plaide en faveur du respect de leurs droits et les soutient dans l'expression de leurs besoins et de leurs intérêts.

## Terre des hommes Valais - La Maison de Massongex

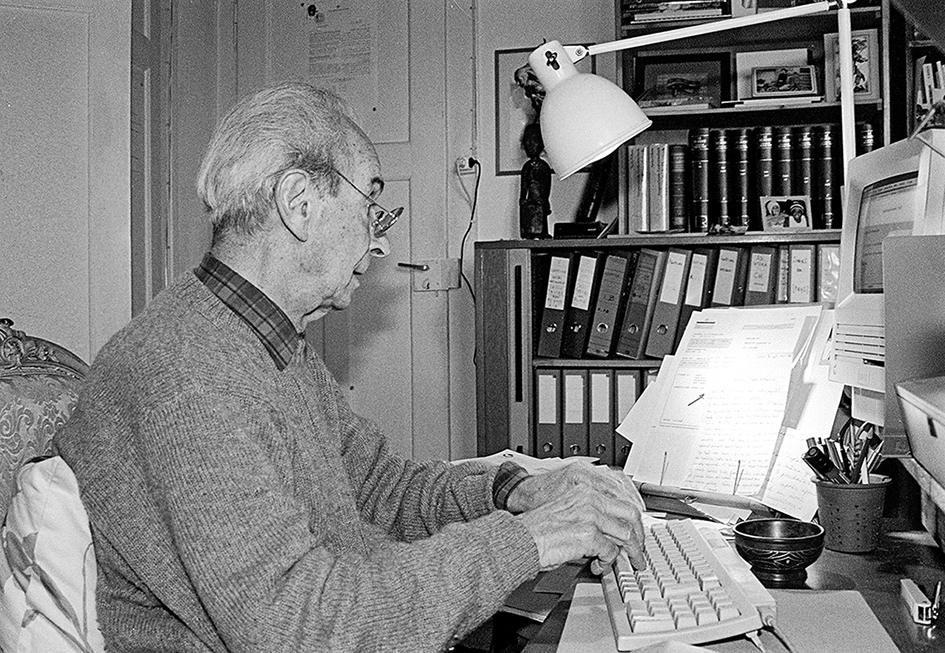
Edmond Kaiser en 1995, son bureau de Sentinelles à Prilly/Lausanne

La Maison de Terre des hommes, gérée par Terre des hommes Valais, est un home médicalisé qui accueille des enfants malades venus se faire soigner en Suisse. Ils y séjournent et y reçoivent des soins avant et après leurs séjours à l’hôpital,.
En 1962, Edmond Kaiser lance un appel pour placer une centaine d'enfants arrachés à des camps de harkis en Algérie. Paul Veillon, qui milite alors pour que sa commune de Monthey prenne en charge des enfants défavorisés issus des villes européennes jumelées avec la sienne, y répond immédiatement. Il annonce en prendre 30 en charge, avec une assurance qui marquera son interlocuteur.
Pendant plusieurs années, des familles chablaisiennes se mettent à disposition de Terre des hommes Valais, fondée en 1963, pour accueillir temporairement des enfants dans le besoin. Un comité se forme et les dons commencent à arriver. Mais, Paul Veillon n'entend pas s'arrêter là. Il souhaite pérenniser ce projet en trouvant un lieu spécialement destiné à l'accueil des enfants dans le besoin. Il entend un jour que l’ancienne clinique de Chambovey, à Massongex, est à vendre. L'achat de la propriété est décidée par le comité. Ce dernier n'a que peu hésité, car il était alors nécessaire d'abréger le séjour des enfants dans les hôpitaux. La bâtisse, qui allait devenir La Maison, pourrait donc les accueillir. Les polios nécessitaient, par exemple, jusqu’à dix opérations, avec une attente de deux à trois mois entre chaque intervention. Disposer d’une maison, d’un lieu d’accueil pour recevoir les enfants en convalescence, permettrait de réaliser de sérieuses économies tout en laissant de la place pour d’autres malades dans les établissements hospitaliers concernés. La Maison ouvre ses portes en 1970.
Depuis, La Maison est à disposition des enfants dans le besoin, transférés en Suisse par ses partenaires, et opérés au CHUV et aux HUG. Elle a vu passer des enfants du monde entier, en fonction du contexte géopolitique et des urgences. Aujourd'hui, elle accueille 200 enfants par année, principalement issus d'Afrique. Elle collabore toujours avec Sentinelles, une fondation créée par Edmond Kaiser qui porte encore aujourd'hui l'esprit Terre des hommes. En 60 ans, elle a développé des partenariats avec diverses fondations actives dans le transfert d'enfants en danger de mort vers l'Europe.
En 2022, la Fondation Terre des hommes Lausanne - Aide à l'enfance, premier partenaire de Terre des hommes Valais, qui poursuivait avec La Maison la continuité de l'accord passé entre Edmond Kaiser et Paul Veillon, annonce la cessation de son programme Soins spécialisés. L'ONG lausannoise ne transfèrera plus d'enfants nécessitant une opération vers la Suisse, et rompt ainsi sa convention de partenariat avec la fondation valaisanne. Si Terre des hommes Valais est parvenue à retomber sur ses pattes en signant de nouvelles conventions avec d'autres partenaires, cette décision est chargée symboliquement,.

## Terre des Hommes Suisse - Section romande
Terre des Hommes Suisse est une organisation non gouvernementale (ONG) basée à Genève, en Suisse. Fondée en 1960, elle fait partie du mouvement international Terre des Hommes. L'organisation vise à améliorer les conditions de vie des enfants et des jeunes dans dix pays (Bolivie, Brésil, Burkina Faso, Colombie, Haïti, Inde, Mali, Pérou, Sénégal, Suisse) en mettant en œuvre des projets d'éducation, de protection des enfants et d'éducation au développement durable avec l'appui de 60 partenaires locaux. Elle est membre de nombreux réseaux reconnus en Suisse à l'instar de La Chaîne du bonheur, ZEWO, Alliance Sud ou encore la Fédération genevoise de coopération.

### Projets à l'international
Les programmes de Terre des Hommes Suisse sont variés et soutiennent chaque année plusieurs centaines de milliers de personnes. Ceux-ci s'articulent autour de plusieurs axes principaux.
En premier lieu, l'éducation et la formation professionnelle sont au cœur des actions de l'organisation. Il s'agit de garantir l'accès à une éducation de qualité pour tous les enfants, notamment pour ceux qui sont marginalisés ou défavorisés, et de proposer des formations professionnelles pour les jeunes, afin de leur donner les compétences nécessaires pour devenir autonomes et actifs dans leur communauté.
En parallèle, Terre des Hommes Suisse met en place des programmes visant à prévenir et à lutter contre la violence, en particulier la violence envers les enfants et les jeunes. Cela comprend des mesures de protection de l'enfance, ainsi que des initiatives visant à soutenir les enfants victimes de violences ou d'exploitations.
En troisième lieu, Terre des Hommes Suisse est profondément engagée à défendre le droit des enfants à participer aux décisions qui les affectent. Pour ce faire, l'organisation met en œuvre des programmes pour sensibiliser les enfants à leurs droits, leur fournir les outils pour les défendre et faciliter l'accès à des groupes de participations. Dans plusieurs régions où l'association est active, la participation des enfants aux décisions qui les concernent n'est pas une pratique courante. Pour y remédier, l'organisation forme les enfants à leurs droits, y compris le droit de participation, et leur donne les moyens de transmettre ces connaissances à leurs parents.

### Projets en Suisse
En Suisse, Terre des Hommes Suisse s'engage également dans le domaine de l'éducation au développement, en sensibilisant le public suisse, en particulier les jeunes, aux inégalités mondiales et à la nécessité de solidarité internationale. Un des principaux moyens par lequel l'association agit en ce sens est l'organisation annuelle de la Marche de l'espoir. Cette marche annuelle, qui se déroule à Genève et qui regroupe plusieurs milliers de personnes, est destinée à sensibiliser le public et à recueillir des fonds pour les programmes de l'organisation.
Autre exemple, Robin des Watts éduque les élèves des écoles primaires dans les cantons de Genève et Vaud sur l'importance de l'économie d'énergie, comprenant l'eau, l'électricité, et le chauffage. Avec le soutien financier des communes, les économies réalisées sont utilisées pour améliorer les conditions d'enseignement des enfants dans d'autres pays, par exemple, en améliorant l'infrastructure (isolation, panneaux solaires) tout en promouvant les droits de l'enfant.